# Boulettes de Chef au chocolat salé
Boulettes de Chef au chocolat salé (Chef's Chocolate Salty Balls en version originale) est le neuvième épisode de la deuxième saison de la série animée South Park, ainsi que le 22e épisode de l'émission.

## Synopsis
Le festival de Sundance arrive à South Park. Mais les festivaliers étouffent M. Hankey avec leurs déjections pleines de nourriture bio.